# Битва під Туджемілями
Битва під Туджемілями (чорн. битка на Туђемилском пољу, також відома як битва під Баром або битва під Суторманом) — битва між військом дуклянського князя Стефана Воїслава та загоном візантійців під проводом стратега Михаїла, що сталася, найімовірніше, в ніч на 7 жовтня 1042 року в місцевості Туджемілі під горою Румія.
Раптовий нічний напад дуклян на візантійський табір на гірському перевалі, який закінчився повним розгромом візантійців та загибеллю сімох їхніх воєначальників (за даними переможців). Проте це є сумнівним, оскільки Михайло не поніс жодного покарання, залишившись на посаді.
Завдяки перемозі Воїслав зумів зберегти незалежність Дуклі, що зробило її першою країною на Балканах, якій вдалося здобути незалежність від Візантії, а також поширити свою владу на сусідні князівства Травунія і Захумле, які до того часу були візантійськими васалами.
В сучасній Чорногорії на згадку про перемогу дата битви під Туджемілями відзначається як День армії Чорногорії.